# دانيال أفري
دانيال أفري (مواليد 26 يونيو 2001) هو لاعب كرة قدم غاني يلعب في مركز المهاجم في نادي هارتس أوف أوك.

## وصلات خارجية
- دانيال أفري على موقع قاعدة بيانات كرة القدم.إي يو (الإنجليزية)
- دانيال أفري على موقع ناشيونال فوتبول تيمز (الإنجليزية)
- دانيال أفري على موقع Soccerway.com (الإنجليزية)
- دانيال أفري على موقع عالم كرة القدم.نت (الإنجليزية)
- دانيال أفري على موقع GSA (الإنجليزية)